# Schefflera dongnaiensis
Schefflera dongnaiensis är en araliaväxtart som beskrevs av Bui. Schefflera dongnaiensis ingår i släktet Schefflera och familjen araliaväxter.
Artens utbredningsområde är Vietnam.

## Underarter
Arten delas in i följande underarter:
- S. d. dongnaiensis
- S. d. langbianensis